# Steve Guttenberg
Steven Robert Guttenberg (Nova Iorque, 24 de agosto de 1958) é um ator norte-americano, famoso por seus papéis no cinema, em filmes como Loucademia de Polícia, Cocoon e Três Homens e um Bebê.

## Biografia
Nascido no Brooklyn, cidade de Nova Iorque, Steve Guttenberg foi criado em meio a uma família de fortes tradições judaicas. Após encerrar o ensino médio, frequentou a Juilliard School, a Universidade do Estado de Nova Iorque e a UCLA.

### Início de carreira
Antes de começar sua carreira, Guttenberg dedicou-se aos estudos, tendo sido aluno de Herbert Berghof, com quem teve aulas de teatro. Além disso, integrou uma trupe de comediantes, denominada The Groundlings, na intenção de desenvolver técnicas de improvisação.
Talvez por isso, apesar de vir a se tornar um grande astro de cinema, seus primeiros trabalhos, de fato, aconteceram no teatro. Por essa época, também fez trabalhos na televisão, com destaques para a série de televisão Billy e o controverso filme O Dia Seguinte.

### Fama no cinema
Entre os primeiros filme de Guttenberg no cinema estão Crônicas Colegiais, Os Meninos do Brasil, O Dia Seguinte e Quando os Jovens se Tornam Adultos. Contudo, foi somente a partir de 1984, após o estrondoso sucesso de Academia de Polícia, que sua carreira realmente começou a decolar.
Nos anos seguintes, Guttenberg seguiu emplacando sucessos como Cocoon e Três Homens e um Bebê, além de mais três sequências da franquia Academia de Polícia.
Por sua vez, Cocoon e Três Homens e um Bebê também viriam a dar origem as suas próprias continuações, menos badaladas que os originais, mas ainda assim rentáveis.

## Filmografia

### Cinema
- Rifkin's Festival (2020)
- Lavalantula (2015)
- Brutal: A Face do Demonio (2010)
- Jackson (2008)
- Resgate Fatal (2008)
- PS: Seu Gato Morreu (2002)
- Um Time de Rebeldes (1998)
- Airbone- Ameaça Letal (1998)
- Quase Feitos um Para o Outro (1997)
- As Namoradas do Papai (1995)
- Feriados em Família (1995)
- Pisando na Bola (1995)
- Três Homens E Uma Pequena Dama (1990)
- Não Diga Quem Sou (1990)
- Cocoon 2- O Regresso (1988)
- Herança Fantasma (1988)

- Três Homens E Um Bebê (1987)
- Ensina-me a Querer (1987)
- As Amazonas na Lua (1987)
- Loucademia de Polícia 4- O Cidadão Se Defende (1987)
- Uma Janela Suspeita (1987)
- O Incrível Robô (1986)
- Loucademia de Polícia 3- De Volta ao Treinamento (1986)
- Loucademia de Medicina (1985)
- Cocoon (1985)
- Loucademia de Polícia 2- Primeira Missão (1985)
- Loucademia de Polícia (1984)
- Quando os Jovens Se Tornam Adultos (1982)
- The Day After - o dia seguinte  (1982)
- Os Meninos do Brasil (1978)
- Crônicas Colegiais (1977)

### Televisão
- Veronica Mars (2005 - 2006)
- Poseidon (2005)
- A Torre do Terror (1998)
- Gasparzinho- Como Tudo Começou (1997)
- O Dia Seguinte (1983)
- Desafio no Gelo (1981)
- Corrida Contra o Vento (1980)
- Billy (1979)